# Djöflaeyjan
Djöflaeyjan é um filme de comédia dramática teuto-noruego-dano-islandês de 1996 dirigido e escrito por Friðrik Þór Friðriksson. 
Foi selecionado como representante da Islândia à edição do Oscar 1997, organizada pela Academia de Artes e Ciências Cinematográficas.

## Elenco
- Baltasar Kormákur - Baddi
- Gísli Halldórsson - Thomas
- Sigurveig Jónsdóttir - Karolina
- Halldóra Geirharðsdóttir - Dolly
- Guðmundur Ólafsson - Grettir
- Sveinn Geirsson - Danni